# Dubovsko
Dubovsko je naseljeno mjesto u gradu Bihaću, Federacija Bosne i Hercegovine, BiH. Nalazi se jugoistočno od Bihaća.

## Stanovništvo

### 1991.
Nacionalni sastav stanovništva 1991. godine, bio je sljedeći:
ukupno: 54
- Srbi - 47
- Hrvati - 5
- Jugoslaveni - 2

### 2013.
Prema popisu iz 2013. godine bio je bez stanovnika.

## Vanjske poveznice
- Satelitska snimka[neaktivna poveznica]